# Ісайас Медіна Ангаріта
Ісайас Медіна Ангаріта (6 липня 1897 — 15 вересня 1953) — венесуельський військовий та політичний діяч, президент країни з 1941 до 1945 року.
Медіна дотримувався курсу свого попередника, Елеасара Лопеса Контрераса, та продовжував демократичні перетворення в країні. Заснував Венесуельську демократичну партію 1943 року. Втім, дехто з військової верхівки вважав його надто ліберальним, натомість політичні опоненти звинувачували Медіну в надмірній консервативності. Все це призвело до перевороту 1945 року.